# Noche electoral
 Noche electoral es el séptimo capítulo de la cuarta temporada de la serie dramática El Ala Oeste.

## Argumento
En el día de elecciones, Toby acompaña a su ex Andy Wyatt a una exploración ginecológica en la que pueden comprobar como se van desarrollando sus gemelos. Una filtración del Servicio Médico del Congreso ha puesto sobre aviso a la prensa del estado de la congresista, lo que podría derivar en un escándalo. A primera hora de la mañana Josh ha sido de los primeros en votar, sufriendo una broma de Toby al pagar este a varios actores para hacerle creer que la gente no sabe cómo hacerlo. Y es que un día tan especial pone de los nervios al ayudante del jefe de gabinete de la Casa Blanca
Sam contempla con creciente temor que, tras su palabra dada a la viuda del candidato demócrata del Condado de Orange, puede ganar las elecciones al puesto de congresista. Will Bailey hace especialmente bien su trabajo, y puede lograr un vuelco en las elecciones, ayudado por el mal tiempo a última hora de la tarde, cuando suelen votar los republicanos. Mientras, el Presidente sufre un ataque leve de su enfermedad, algo de lo que solo se da cuenta su mujer Abigail Bartlet. Primero, por la mañana, al intentar firmar una orden. Luego, por la noche, durante el discurso de agradecimiento tras conocer su reelección.
Por su parte, la nueva Secretaria Presidencial, Deborah Fiderer cambia las normas de acceso al Despacho Oval, en especial para las reuniones. Quiere evitar que estas se alarguen excesivamente y provoquen que el comandante en jefe acabe su jornada de trabajo a las 10 de la noche. Uno de los primeros afectados será Josh, al que impedirán el acceso a una reunión. Además, Charlie deberá sacar de un apuro a un amigo de su protegido, Anthony Marcus, al que pillado con una cerveza mientras conducía. Tras escribirle una nota, lo acompañará a su primera votación.
Leo y C.J. Cregg le comunicarán al Presidente que ha ganado en su estado natal New Hampshire. Por último, Donna intenta convencer a algún votante republicano para que le cambie el voto. Tras varias horas fracasando, casi al final, logrará que un capitán de fragata, el teniente comandante Jack Reese (interpretado por Christian Slater) le haga el favor. Además, este le comunicará que muy pronto empezará a trabajar en la Casa Blanca, junto a la Secretaria de Seguridad Nacional.

## Curiosidades
- Christian Slater aparecería en otros 2 episodios de la serie, con el mismo papel.
- Poco después de este capítulo, Rob Lowe (que interpreta a Sam Seaborn dejaría la serie durante varias temporadas debido a sus crecientes diferencias con Aaron Sorkin. Su puesto sería ocupado por un nuevo personaje que ya ha aparecido en las últimas semanas, Will Bailey, interpretado por Joshua Malina
- El estado de New Hampshire envió 6 máquinas para votar a la serie para colaborar en la grabación y agradecer la publicidad gratuita al estado.[1]
- El episodio contiene un par de errores: uno sobre la lluvia en el estado de Oregón -que no impide votar a sus ciudadanos- y otro, más evidente, cuando Sam Seaborn comenta que el Secretario de Agricultura está en el puesto 18 en la línea de sucesión. En realidad ocupa el noveno puest.

## Premios
- Mejor edición para Janet Ashikaga A.C.E. (Premios Eddie)[2]

## Enlaces
- Enlace al Imdb
- Guía del Episodio (en inglés)